# Jag vet ett blomster skönt och fint
Jag vet ett blomster skönt och fint (tyska: Ich weiss ein Blümlein hübsch und fein) är en tysk psalm skriven av Basilius Förtsch. Psalmen översattes till svenska av Haquinus Magni Ausius och fick titeln Jag vet ett blomster skönt och fint.

## Publicerad i
- Göteborgspsalmboken under rubriken "Om Christi Födelse".[2]
- Den svenska psalmboken 1694 som nummer 260 under rubriken "Om Gudz Ord och församling".
- 1695 års psalmbok som nummer 227 under rubriken "Om Gudz Ord och Församling".[1]